# Paweł Kostrzewa
Paweł Kostrzewa (ur. w sierpniu 1967 w Głuszycy) – polski dziennikarz radiowy i krytyk muzyczny.
Studiował chemię i farmację we Wrocławiu. Ukończył dziennikarstwo na Uniwersytecie Warszawskim.

## Działalność radiowa
Pracę w mediach rozpoczął pod koniec lat 80., w czasie studiów we Wrocławiu, prowadząc autorskie audycje w Akademickim Studiu Radiowym „Nad Odrą”. Następnie przez siedem lat pracował w Polskim Radiu Wrocław. Po trzech latach pracy w Radiu Wrocław (1989–1992), w latach 1992–1997 był współtwórcą i pierwszym dyrektorem muzycznym Programu Miejskiego Radia Wrocław (późniejsze Radio RAM).
W 1996 rozpoczął pracę w Programie 3 Polskiego Radia. Z rozgłośnią tą był związany najdłużej. Pełnił tam m.in. funkcje dyrektora muzycznego i dyrektora redakcji muzycznej (2000–2001). Prowadził tam również swoją autorską audycję Trójkowy ekspres, poświęconą muzyce alternatywnej (nadawaną codziennie od poniedziałku do piątku). Stworzył także i prowadził audycję Sobota w stylu pop. Jest autorem serii płyt Trójkowy ekspres (wyd. Polskie Radio). W 2000 był jednym z prowadzących audycję Pół perfekcyjnej płyty. W latach 1997–2001, poprowadził 13 wydań Listy Przebojów Programu Trzeciego zastępując Marka Niedźwieckiego. Zaznaczył się jako jeden z prężniejszych animatorów sceny koncertowej Programu 3.
W międzyczasie pracy w „Trójce”, Paweł Kostrzewa był głównym zarządzającym muzyką w Programie Pierwszym PR. Do „Jedynki” przeszedł 1 lipca 2005, rozstając się tym samym z Programem 3. Został jednym z prowadzących przedpołudniową audycję muzyczną Cztery pory roku i Lato z Radiem 2007. Z Polskiego Radia odszedł pod koniec listopada 2007, po 18 latach pracy. Od 2 czerwca 2008 do 1 grudnia 2008 pełnił stanowisko dyrektora programowego radia Eska Rock. Był odpowiedzialny za realizację strategii programowej stacji po rozszerzeniu jej zasięgu nadawania na 18 rynków. Prowadził tam autorską audycję pROCKreacja.
Współpracował również z radiem BBC. Ma na koncie ponad 10 tys. godzin spędzonych przed mikrofonem radiowym.

## Pozostała działalność
Jest autorem licznych recenzji i artykułów na temat rocka publikowanych w „Tylko Rocku”, „Teraz Rocku”, „Muzie”, „XL”, „Gazecie Wyborczej”, „Dzienniku” i serwisie internetowym Onet.pl.
Współpracował z TVP i Polsatem. Członek jury festiwalu TOPtrendy i Festiwalu Polskich Wideoklipów Yach Film. Dwukrotnie prowadził galę Fryderyków, koncert Debiuty na Krajowym Festiwalu Piosenki Polskiej w Opolu, był gospodarzem gali Yach Film. Od 2004 był dyrektorem artystycznym Union of Rock Festival. Wspólnie z Piotrem Stelmachem (PR3), poprowadził 1. edycję Off Festival (2006). W 2006 został dyrektorem artystycznym Seven Festival.
Od sierpnia 2010 do marca 2014 był szefem redakcji muzycznej portalu Onet.pl. W Onet.tv prowadził Alter Ego. Paweł Kostrzewa poleca – autorski program poświęcony muzyce alternatywnej (od grudnia 2007 do sierpnia 2009). Od sierpnia 2014 był dyrektorem serwisu Stopklatka.pl.
Przeprowadził wywiady z takimi gwiazdami rocka, jak: Roger Waters, Pearl Jam, Radiohead, Oasis, Blur, Suede i Jane’s Addiction, a także Sting, Depeche Mode i Patti Smith.

## Życie prywatne
Jest żonaty, ma dzieci.